# Khallifah Rosser
Khallifah Rosser (né le 13 juillet 1995 à Fontana) est un athlète américain spécialiste du 400 mètres haies.

## Biographie
Il remporte le titre du 400 mètres haies lors des championnats panaméricains juniors de 2013.
En 2018, il se classe troisième des Championnats des États-Unis et obtient par ailleurs la médaille de bronze lors des championnats NACAC.
Il remporte en 2022 le Meeting international Mohammed-VI de Rabat en établissant un nouveau record du meeting en 48 s 25. Il se qualifie pour les championnats du monde en se classant troisième des Championnats des États-Unis à Eugene (47 s 65, record personnel).

## Palmarès
| Date | Compétition           | Lieu     | Résultat | Discipline  | Temps        |
| ---- | --------------------- | -------- | -------- | ----------- | ------------ |
| 2022 | Championnats du monde | Eugene   | 5e       | 400 m haies | 47 s 88      |
| 2022 | Championnats NACAC    | Freeport | 2e       | 400 m haies | 47 s 59      |
| 2022 | Championnats NACAC    | Freeport | 1er      | 4 × 400 m   | 3 min 1 s 79 |

## Records
| Épreuve     | Temps   | Lieu   | Date         |
| ----------- | ------- | ------ | ------------ |
| 400 m haies | 47 s 65 | Eugene | 26 juin 2022 |